# 독전대
독전대(영어: Barrier Troops)는 군대의 규율을 유지하고 전장에서의 군인 도피를 방지하며 방해 공작원 및 탈영병을 막는 부대이다.
국민혁명군과 붉은 군대에서 사용되었다.

## 대중 매체에서의 방벽 부대
영화 《에너미 앳 더 게이트》(2001)에서는 방벽 부대가 스탈린그라드 전투에서 독일 진지로의 돌격이 실패하자 후퇴하는 소수의 아군들을 기관총으로 쏘는 장면이 있다. 하지만 영화이다 보니 허구적인 면이 있으며 독전대에 대한 묘사가 정확하지 않다.